# Michel Chartrand
Pour les articles homonymes, voir Chartrand.
Michel Chartrand, né le 20 décembre 1916 à Montréal et mort le 12 avril 2010 dans la même ville, est un syndicaliste et un militant socialiste québécois.
Né à Outremont, formé comme typographe, il milite dans les mouvements de jeunesse catholiques dès la fin des années 1930. Militant nationaliste et anticonscriptionniste lors de la Seconde Guerre mondiale, il participe, durant les années du duplessisme, à toutes les grandes manifestations ouvrières, dont la grève de l'amiante en 1949, de Louiseville en 1952 et de Murdochville en 1957.
Fort de ces expériences, Michel Chartrand intègre la Confédération des travailleurs catholiques du Canada (CTCC), où il milite entre 1950 et 1959. Après une dizaine d'années où il se consacre presque entièrement à l'imprimerie, il retrouve le milieu syndical en 1968 et devient président du Conseil central des syndicats nationaux de Montréal (CCSNM), affilié à la Confédération des syndicats nationaux (CSN).
Nationaliste convaincu, Michel Chartrand participe  à la fondation du Front du Québec français (FQF), dans le contexte de l'opposition à la Loi 63. En 1970, lors de la crise d’Octobre, il est arrêté et emprisonné durant quatre mois. Il sera l'un des accusés du fameux « procès des Cinq », symbole du combat pour les prisonniers politiques dans le contexte de la Loi sur les mesures de guerre.
À partir des années 1980, Michel Chartrand milite principalement pour les droits des travailleurs et travailleuses accidentés; il est l’instigateur de la Fondation pour l’aide aux travailleuses et les travailleurs accidentés (FATA) en 1983 où il travaillera bénévolement jusqu'en 1988. Il s'implique également dans diverses causes politiques et humanitaires, notamment l'opposition au nucléaire et au colonialisme israélien.
Militant acharné habitué à la controverse, Michel Chartrand est considéré comme un ambassadeur de la justice sociale au Québec et comme l'une des figures de proue du syndicalisme québécois. Il est l'époux de la militante pacifiste et écrivaine féministe Simonne Monet-Chartrand.

## Biographie

### Enfance et formation
Joseph-Michel-Raphaël Chartrand est né le 20 décembre 1916 à Outremont. Il est le treizième d’une famille de quatorze enfants. Sa mère, Hélène Patenaude (1873-1962), est une femme énergique et enjouée issue d'une famille relativement aisée. Son père, Louis Chartrand (1867-1944), est fonctionnaire. Ce comptable vérificateur pour la Commission des liqueurs de la province de Québec est un homme religieux qui place en haute estime les valeurs de droiture et de justice. Bien que Louis Chartrand reste discret en ce qui concerne ses opinions politiques, Fernand Foisy, biographe de Michel Chartrand, le décrit comme un nationaliste et un partisan d'Honoré Mercier. Il est également un « disciple inconditionnel du pape Pie X » et milite dans plusieurs mouvements religieux. Fait intéressant, il sera, pendant quelque temps, portier du frère André à l'oratoire Saint-Joseph.

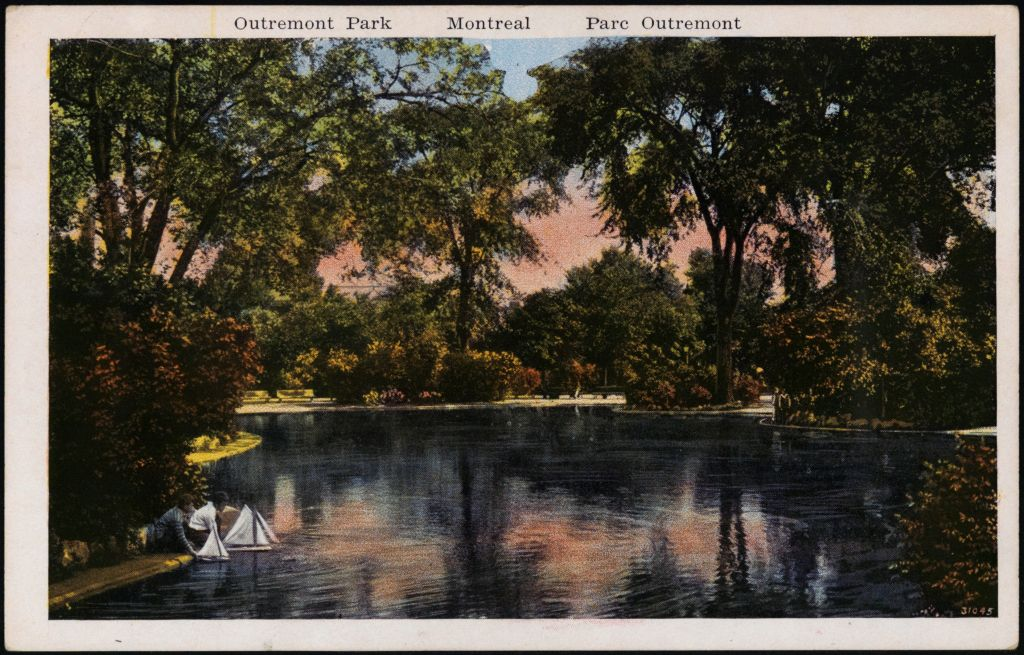
Une carte postale représentant le parc Outremont (première moitié du 20e siècle).

Les Chartrand habitent Outremont, à l'intersection des rues McCulloch et du boulevard du Mont-Royal. Ils habiteront ensuite sur l'avenue du Parc. Outremont est à l'époque une banlieue aisée de Montréal qui ne s'est pas encore tout à fait urbanisée, comme le décrit Fernand Foisy:

« À cette époque, Outremont c'est la campagne. Michel aime répéter qu'il a été élevé dans le bois et c'est la pure vérité ! On y respire le baume des arbres fruitiers, des pruniers et des pommiers, le calme et la volupté. La nuit tombée, l'allumeur de réverbères vient allumer les fanaux du boulevard du Mont-Royal, l’un des rares chemins de Montréal éclairés la nuit. La maison paternelle est située sur l’ancienne ferme d'un dénommé Gorman, qui fut le plus prospère fermier d'Outremont. »

Bien que leur situation financière soit au-dessus de la moyenne, les Chartrand, famille nombreuse, sont très exigeants dans la gestion de leurs économies. Les vêtements sont systématiquement recyclés et on ne tolère aucun gaspillage. De par ses fonctions, Louis Chartrand est souvent amené à quitter les siens, ce qui fait en sorte qu'on valorise grandement la débrouillardise. Quand il est à la maison, le père de famille impose une discipline de fer à ses enfants et ne tolère aucun manque de respect. Ces valeurs marqueront durablement Michel Chartrand.

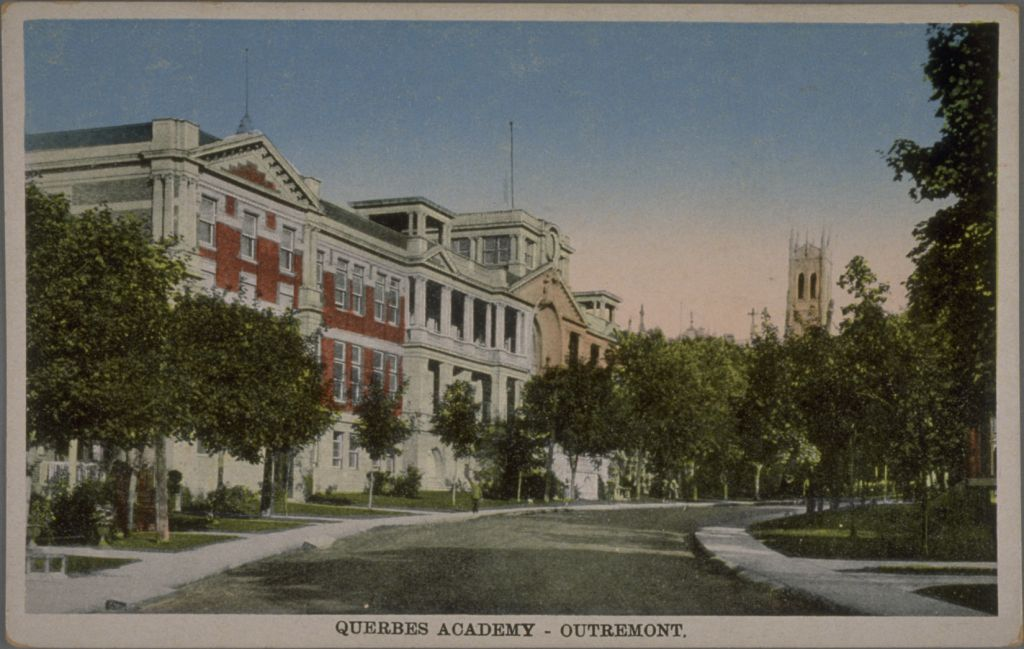
Une carte postale représentant l'Académie Querbes (vers 1920).

À partir de l'âge de 6 ans, il fréquente l’école Dollard d’Outremont puis, en 1925, il est admis à l’Académie Querbes. En 1930, il fait son entrée au Collège Jean-de-Brébeuf, une institution vouée principalement à l'éducation de la petite-bourgeoisie canadienne française. Il s’y démarque en latin et en élocution et remporte plusieurs prix d’excellence. En 1931, à l’âge de 15 ans, insatisfait de la qualité d'enseignement de ce collège qu'il juge « élitiste », il quitte Jean-de-Brébeuf pour devenir pensionnaire au petit séminaire de Sainte-Thérèse. C'est de nouveau une déception, le jeune Michel se réfugie dans la lecture et le sport pour contrer l'ennui.

Son passage à Sainte-Thérèse sera de courte durée. En septembre 1933, Michel Chartrand, qui cultive l'ambition de devenir moine, entre à l’abbaye cistercienne de Notre-Dame-du-Lac près d’Oka. Il compte y terminer son parcours classique avant de s'orienter vers la théologie. Chartrand y sera moine de chœur, sous le nom de frère Marcelin, reclus dans le silence et la lecture, communiquant par gestes ou par écrits. Il est affecté à des travaux manuels, notamment la culture du potager de l'abbaye et l'embouteillage du cidre de pomme (qu'il n'hésite pas à boire lorsque ses supérieurs ont le dos tourné). Sa nouvelle vie est riche en prière, en réflexion, en lecture et en méditation. En octobre 1935, malgré lui, il doit toutefois quitter le monastère à cause de problèmes de santé et d'épuisement. Cette expérience, bien que brève, contribue durablement à forger ses principes et ses idéaux. Bien plus tard, en 1991, Michel Chartrand se confiera sur son passage à la « Trappe d'Oka » dans le documentaire Un homme de parole (réalisé par son fils, Alain Chartrand) :  

« J'ai été à Oka de l'âge de 16 à 18 ans. C'est une vie parfaite, c'est une vie où l'on apprend à se connaître. La vie du Christ, c'est de rendre service au monde et de travailler avec le monde, et de soulager les miséreux. Les miséreux, ils valent autant que nous. La vie, ce n'est pas de faire de l'argent, c'est de rendre les gens heureux, faire en sorte qu'ils vivent convenablement. 

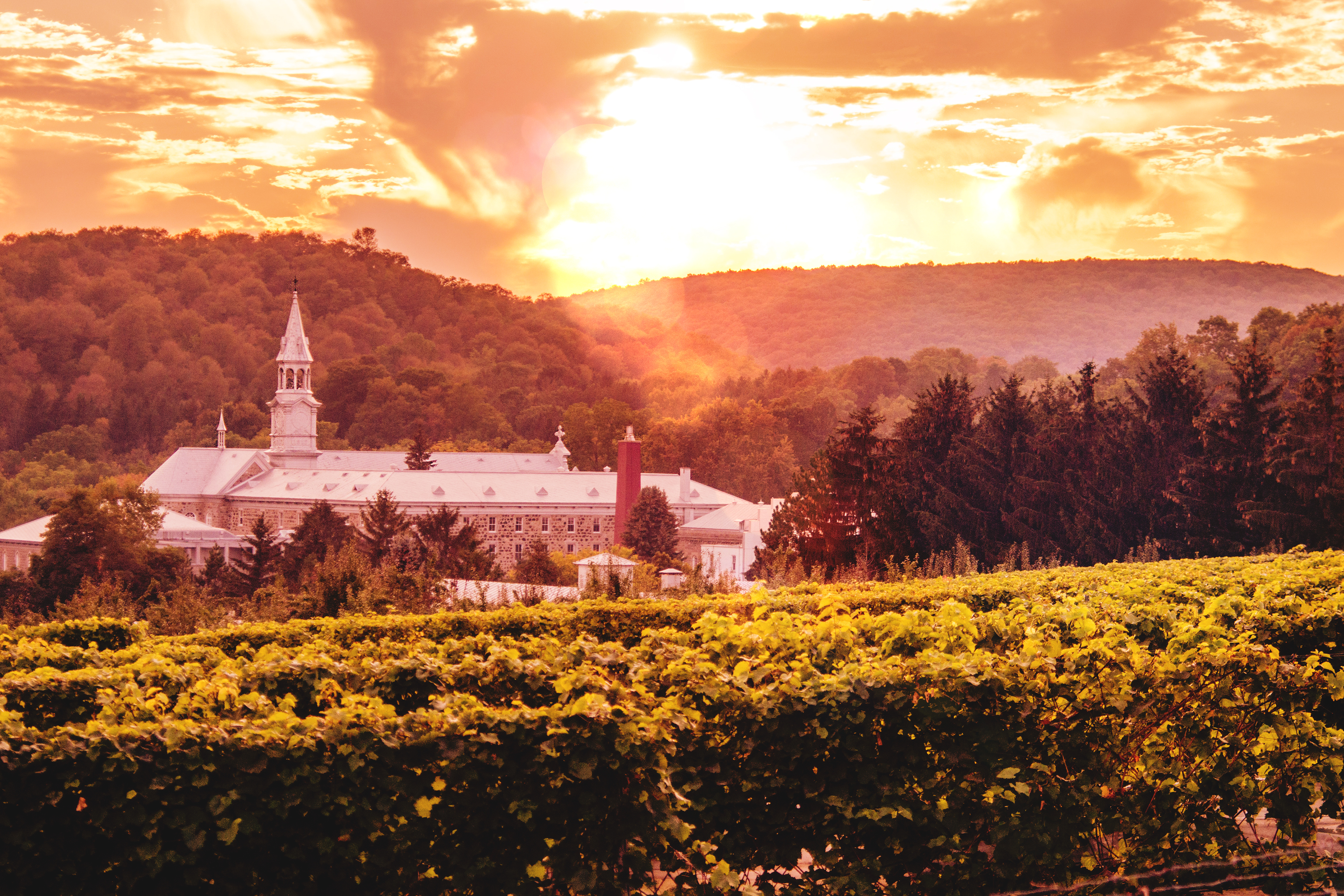
L'abbaye d'Oka.

Je trouve que le christianisme est une philosophie de la vie qui correspond à un humanisme que j'accepte et que je suis prêt à essayer de pratiquer même si je ne le pratique pas toujours correctement et qu'il m'arrive d'être injuste. À la Trappe, je ne
me suis pas perfectionné, mais j'ai appris à me connaître.  J'ai approfondi le nationalisme, dans le silence, à partir de l'amour de ma famille, des services que mon père et ma mère m'avaient rendus, de la société, par les liens d'usage et les liens sociaux.
Je me suis aperçu que je faisais partie non seulement d'un groupe social mais d'une nation. La définition française de la nation c'est : des gens qui vivent les mêmes choses, qui ont les mêmes mœurs, la même langue et les mêmes coutumes, jusqu'à un certain point, même s'il y a des divergences parmi eux. On apprend beaucoup à partir de la connaissance de soi-même. On apprend beaucoup quand on passe deux ans à s'observer, à voir ce qu'on a dans le ventre, ou dans le cœur, ou dans l'âme, à voir tous les défauts qu'un homme peut avoir. »

Deux ans seulement après s'être engagé dans la vie monastique, Michel Chartrand  retourne donc vivre avec sa famille à Outremont. Les temps sont durs:  son père est limogé de son emploi de fonctionnaire en 1936 et, sans pension, il est contraint de travailler à l'imprimerie Stella, qu'il a fondée avec son gendre, pour subvenir aux besoins de sa famille. Sur les traces du paternel, Michel Chartrand est apprenti dans l'entreprise familiale et suit des cours de typographie à l’École des métiers des Frères des Écoles chrétiennes. Il travaille dans l'imprimerie jusqu'en 1950 et, parallèlement, entame son parcours de militant.

### Catholicisme social et engagement politique

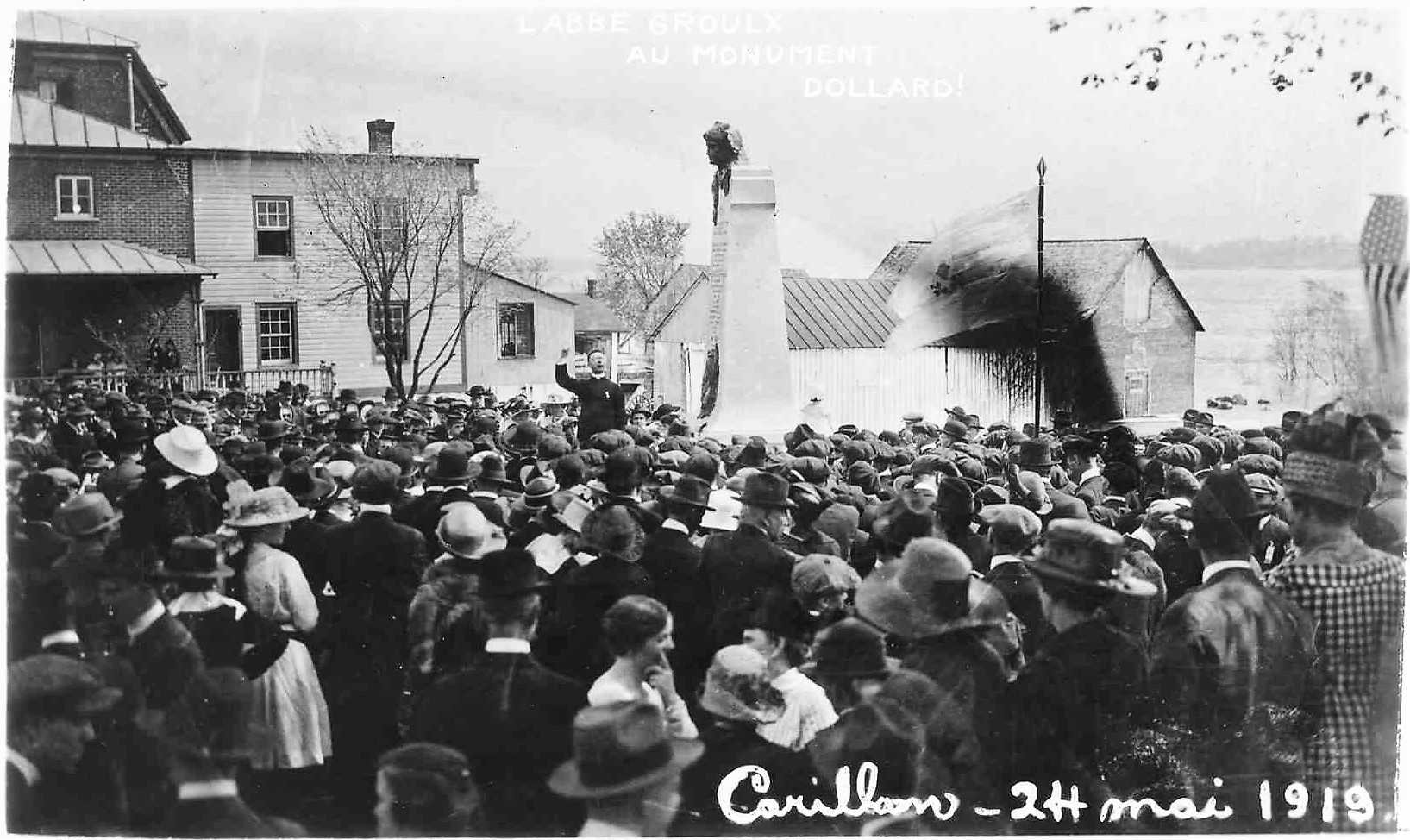
L'abbé Lionel Groulx donnant un discours. Sa pensée nationaliste aura une forte influence sur Michel Chartrand au début de son parcours militant.

Animé d'une solidarité chrétienne et de plus en plus éveillé politiquement, Michel Chartrand a soif d'engagement au tourant des années 1940. Comme plusieurs jeunes hommes de son époque, galvanisé par les discours nationalistes de l'abbé Lionel Groulx, il se joint aux mouvements de la jeunesse catholique. Épris de justice sociale, il intègre la Jeunesse indépendante catholique (JIC) en 1936. C'est là qu'il rencontre sa future épouse, Simonne Monnet, une militante issue de la bourgeoisie canadienne française. Il ne fera toutefois pas long feu dans ces mouvements, découragé par le fait que ses camarades refusent catégoriquement de débattre de questions politiques. Chartrand investit donc d'autres milieux: il devient notamment secrétaire général des Jeunesses patriotes en 1937 puis Commandeur de la section Ignace-Bourget de l'Ordre de Jacques-Cartier, une société secrète vouée à la défense des Canadiens français.
Michel Chartrand fait aussi campagne pour l'Action libérale nationale (ALN), un parti politique formé par des dissidents du Parti libéral, lors de l'élection générale québécoise de 1939. Il voit en Paul Gouin, le chef de la formation politique, « un honnête politicien dont le parti est doté d'un programme axé sur les problèmes économiques que vit le Québec ». En 1940, il s'inscrit à un cours d'histoire donné par Lionel Groulx à l'Université de Montréal et suit des cours à la faculté d'économie politique. Il ne se contente pas de la théorie et contribue à matérialiser la vision socioéconomique du chanoine Groulx en fondant, avec son beau-frère Joachim Cornellier, une coopérative de vêtements : La Bonne coupe.

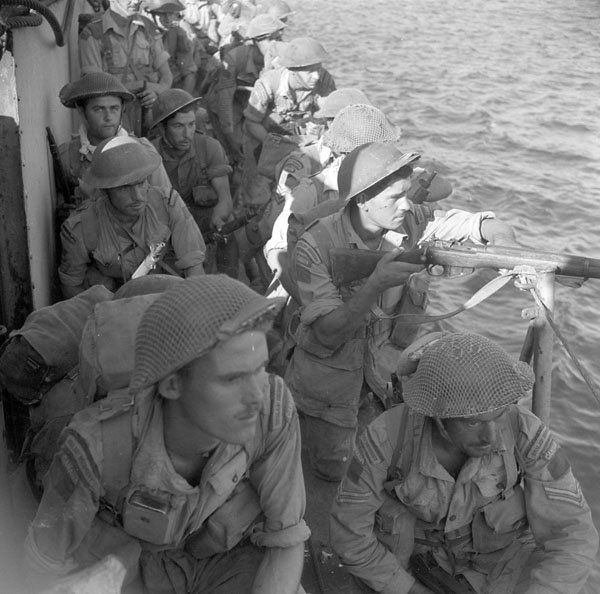
Des soldats du Royal 22e Régiment lors de la campagne d'Italie (1943).

Lors de la Seconde Guerre mondiale, Michel Chartrand est conscrit aux Corps-écoles des Officiers canadiens (CÉOC), le programme estudiantin obligatoire de formation militaire, qui permettait aux étudiants d'obtenir des crédits de service militaire sans avoir, pendant un certain temps, l'obligation de participer en service actif sur le front. Ne perdant rien de sa verve militante, Chartrand y dénonce le fait que les documents de l'armée canadienne soient uniquement rédigés en anglais. Antimilitariste convaincu, il sera jugé « indésirable » par les autorités militaires et n'ira jamais au bout de son entraînement. À la suite de la décision du gouvernement fédéral de faire un plébiscite sur la conscription obligatoire, Chartrand rejoint l'opposition et participe à la fondation de la Ligue de défense du Canada. Il milite ensuite au Bloc populaire canadien (notamment pour tenter de faire élire Jean Drapeau), un parti anticonscriptionniste dont l'aile québécoise est menée par André Laurendeau. Dans ses mémoires, ce dernier relate les talents d'orateur du jeune Chartrand:

« La lutte commence. C'est novembre. Jeune et vivant auditoire à qui des jeunes parlent avec fougue. Michel Chartrand s'attaque à l'abbé Sabourin, aumônier militaire qui vient de se rendre célèbre par une longue tirade à la gloire de la Grande-Bretagne. « J'aime l’Angleterre parce que... » a dit l'abbé
Sabourin. « J'aime l'Angleterre », reprend Chartrand, mais ses « parce que » ne ressemblent pas à ceux de l'aumônier : tous les griefs historiques que nous entretenons contre la Mother England, il les reprend dans son style virulent, avec une âcreté, une violence dont nous demeurons saisis. La Gendarmerie royale a des représentants dans l'assistance : Chartrand les reconnaît, les interpelle, redit lentement certaines de ses violences pour donner aux scribes présents le temps de les enregistrer. Nous avons la conviction qu'il sera arrêté... »

En 1942, malgré l'opposition de la famille de la fiancée, Michel Chartrand épouse Simonne Monet à la chapelle de la Basilique Notre-Dame de Montréal. Alors que, sous l'influence du clan Monet, aucun prêtre du diocèse de Montréal n'accepte de bénir cette union, le mariage est célébré par Lionel Groulx, qui aura profondément marqué le parcours idéologique et personnel du jeune militant. Lorsque Louis Chartrand s'éteint en novembre 1944, le chanoine écrit même à son « cher Michel » pour lui présenter ses condoléances et rendre hommage à son père, un homme qu'il considère fait d'une « solide étoffe canadienne et chrétienne ».

### Militantisme syndical

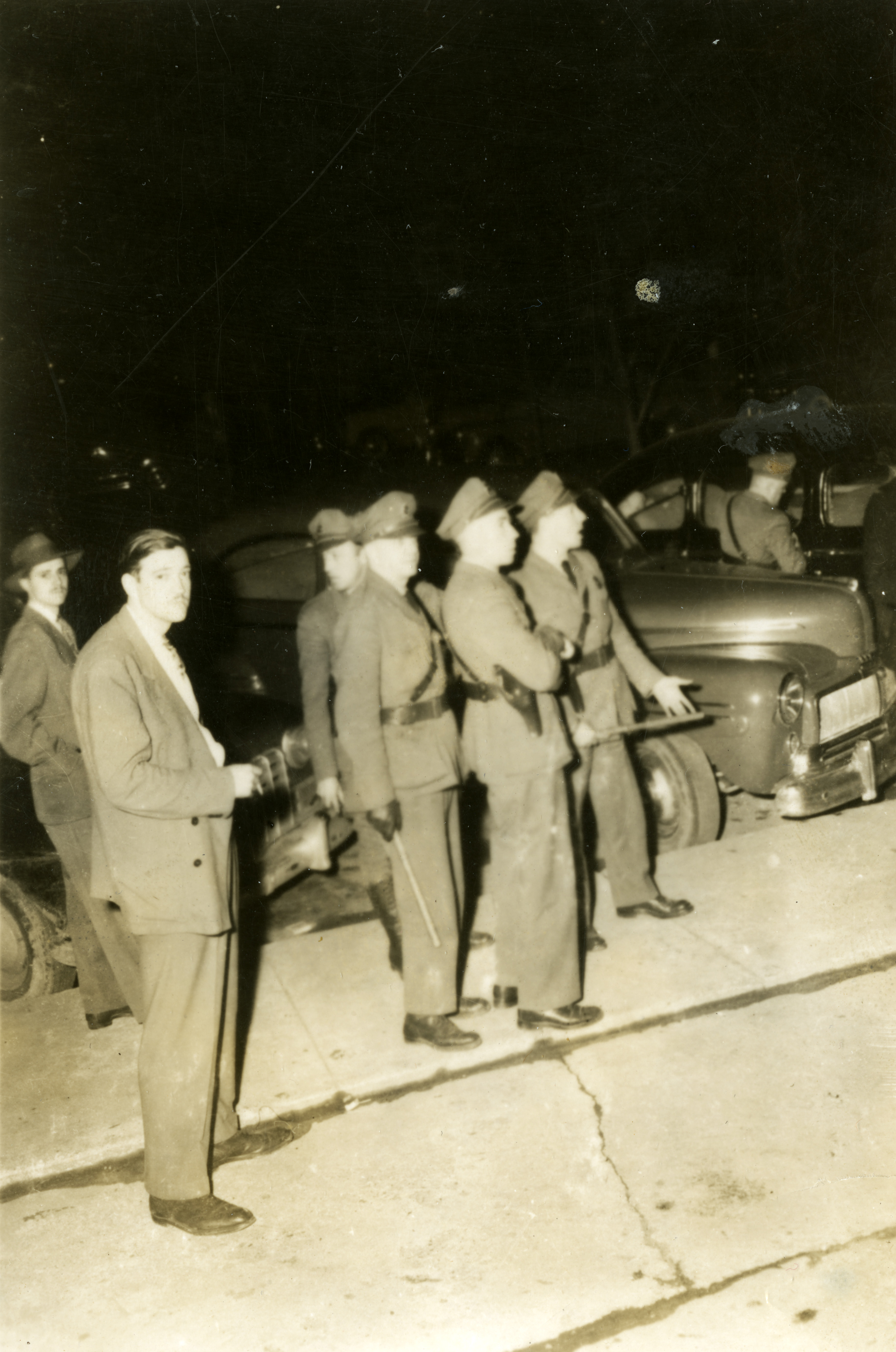
Des policiers lors de la grève de l'amiante à Asbestos, en 1949.

Après avoir échoué à se faire élire comme candidat du Bloc populaire canadien aux élections fédérales de 1945, Michel Chartrand ralentit son implication au sein du parti politique. C'est dans le contexte de l'arrivée au pouvoir de Maurice Duplessis et de l'Union nationale, un gouvernement viscéralement opposé au mouvement ouvrier, que Chartrand entame son parcours de militant syndical. Mobilisé par le syndicaliste Philippe Girard et le journaliste du Devoir Gérard Pelletier, qu'il a côtoyé dans les jeunesses catholiques, l'Outremontais fait ses premières armes lors d'une des grèves les plus importantes de l'histoire du Québec : la grève de l'amiante de 1949, à Asbestos. Il y côtoiera de près les acteurs du milieu syndical, notamment Gérard Picard, le président de la Confédération des travailleurs catholiques du Canada (CTCC). Cet évènement, qui cristallise l'opposition à l'autoritarisme et au conservatisme duplessistes, marquera durablement Michel Chartrand. À titre de « jeune travailleur » et de « père de famille », il exprime son soutien lors d'une réunion syndicale à Asbestos :

« Je vous apporte la solidarité des travailleurs de la région de Montréal. Vous vivez des heures importantes pour l'avenir de votre famille, de votre région et de la classe ouvrière en général. Vous avez dit « NON AU TRAVAIL QUI TUE » et vous avez parfaitement raison. On travaille pour gagner sa vie, non pour la perdre en travaillant... Vous savez, ça n'a jamais énervé le gouvernement que les travailleurs meurent d'amiantose, mais quand la compagnie a peur pour ses biens, Duplessis, le « cheuf » des « cheufs », lui fournit sa police.
[...] Pauvres petits capitalistes. La grève leur fait mal, elle fait baisser leurs profits ! Leurs agents de sécurité, la police municipale et la PP, c'était pas encore assez... ils ont demandé la RCMP, la police à cheval, pour protéger les jaunes, les voleurs de jobs, les scabs. »

Michel Chartrand sera arrêté lors de rafles policières. Sa mobilisation lui aura également fait perdre son emploi d'imprimeur et laisse sa famille dans la précarité financière. Les évènements contribuent toutefois à unir le couple Monet-Chartrand, plus déterminé que jamais à se consacrer à la lutte pour la justice sociale. Aux lendemains de la grève, en 1950, Michel Chartrand intègre la CTCC (qui deviendra la CSN en 1960). Il est intégré à la Fédération du vêtement et se voit mobilisé lors de grèves à Québec, Farnham, Victoriaville et Sherbrooke. Infatigable, il commence à se faire une réputation auprès des patrons. Il fait également des vagues à l'interne: impliqué dans divers comités, proche du président Picard, Chartrand s'opposera avec véhémence à Jean Marchand, futur ministre sous Pierre Elliott Trudeau, à qui il reproche sa « mollesse », son « manque de courage » et son opposition à la création d'un syndicat pour les permanents de la CTCC,. En 1952, Chartrand s'implique dans la grève chez Dupuis Frère. On reconnaît de plus en plus ses talents d'orateur et on le mobilise fréquemment pour motiver les grévistes lors de réunions ou de piquetages. 

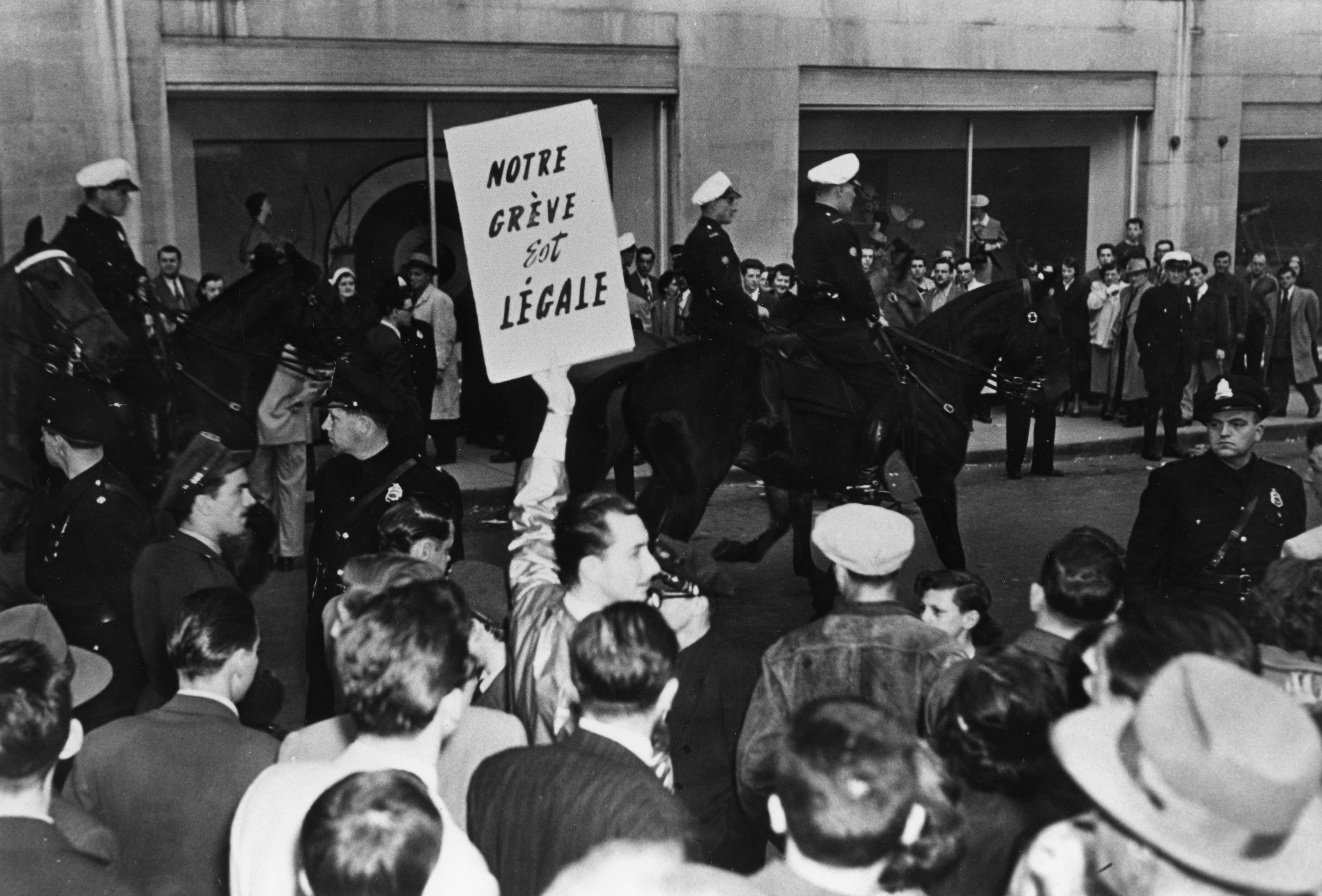
La grève chez Dupuis Frères, en 1952.

Toujours en 1952, Michel Chartrand participe à la grève de Louiseville. Impliqué dans plusieurs opérations syndicales en 1953, il devient membre de l'exécutif de la CTCC. La même année, il se présente aux élections fédérales comme candidat de la Cooperative Commonwealth Federation (CCF), un parti socialiste d'inspiration chrétienne dont l'aile québécoise est dirigée par Thérèse Casgrain. Il est défait. Il se représentera quatre ans plus tard, avec le même résultat.
En 1953, Michel Chartrand quitte la Fédération du vêtement, insatisfait des méthodes de travail des élus. Il devient propagandiste, signant un contrat d'un an, que Jean Marchand, secrétaire général de la CTCC, refuse de renouveler en 1954. Après avoir déposé un grief auprès du tribunal d'arbitrage, présidé par nul autre que Pierre Elliott Trudeau, Chartrand obtient gain de cause. Il deviendra finalement agent d'affaires au Syndicat du meuble et conseiller syndical au Conseil central de Victoriaville. En 1954, il pose sa candidature au poste de secrétaire-général de la CTCC. Il perd la course contre son éternel rival, Jean Marchand. Il intègre le Conseil central de Shawingan.
Après la grève de Murdochville de 1957 et de nouvelles défaites électorales en 1956 et 1959, sa frustration devient de plus en plus évidente. En 1959, le départ de Gérard Picard et des conflits internes forcent Michel Chartrand à quitter l'exécutif de la CTCC. C'est le début d'une longue période où il s'éloigne du milieu syndical. Chartrand revient à son premier métier: on l'engage à l'imprimerie du CCF et il travaille comme typographe dans diverses entreprises montréalaises. Il acquiert éventuellement sa propre imprimerie. Il s'y consacre durant une dizaine d'années. Michel Chartrand n'abandonne pas pour autant complètement le militantisme: il sort notamment manifester pour soutenir les mouvements de libération anticoloniaux et se mobilise contre le nucléaire. Il prend par aux États généraux du Canada français en 1967 et assiste à la fondation du Nouveau parti démocratique (NPD). Ses imprimantes, elles aussi, font leur part, matérialisant les écrits de Gilles Vigneault, Pierre Vadeboncoeur, Claude Péloquin, Denis Vanier, la revue Our Generation against Nuclear War ou encore le journal Le Peuple, organe officiel du Parti socialiste du Québec (PSQ).
En 1967, Michel Chartrand retrouve le milieu syndical en intégrant le Syndicat de la construction de Montréal (SCM), affilié à la CSN. Il y débarque dans le contexte de la Révolution tranquille (1960-1968)  et au sein du turbulent climat sociopolitique ayant caractérisé les années 1960 et 1970. Bien que les mesures progressistes du gouvernement provincial de Jean Lesage (accord de droits de grève dans la fonction publique, assurance-hospitalisation, nationalisation d'entreprises, etc.) et son ouverture au syndicalisme (reconnaissance d'un rôle consultatif notamment) soient vues d'un bon œil par les syndicats, le réformisme gouvernemental « de rattrapage » ne suffit bientôt plus à contenir les aspirations radicales d'une partie du milieu syndical. Alors que la classe politique, que ce soit sous Daniel Johnson père (1966-1968), Jean-Jacques Bertrand (1968-1970) ou Robert Bourassa (1970-1976), est engagée dans des changements d'ordre institutionnel, certains syndicalistes souhaitent aller plus loin, revendiquant une profonde refonte des fondements mêmes de la société capitaliste.
Cette radicalisation des revendications syndicales est observable à la CSN à la fin des années 1960, alors que la centrale investit massivement le secteur public (en expansion pendant la Révolution tranquille) et adopte le socialisme comme modèle idéologique. Le « syndicalisme de combat » au sein des entreprises et la promotion du nationalisme québécois sont deux des principaux axes au sein desquels s'articule le militantisme de la CSN au tournant des années 1970. Les manifestes Il n'y à plus d'avenir pour le Québec dans le système écononomique actuel (septembre 1971) et Ne comptons que sur nos propres moyens (octobre 1971) sont représentatifs des vives critiques du capitalisme qui émergent de la centrale à l'époque.

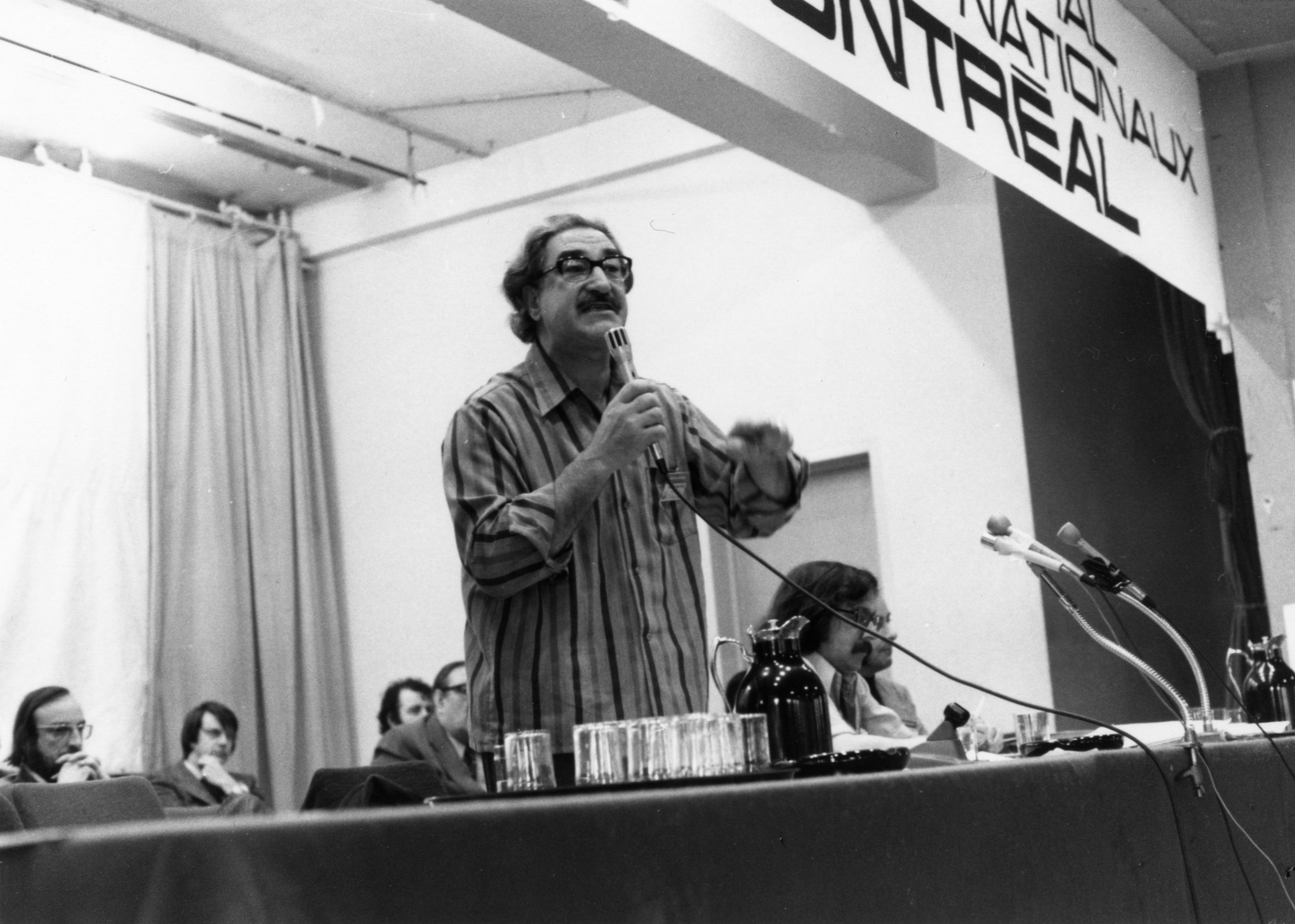
Michel Chartrand, le président du Conseil central de Montréal en 1973.

 Après un passage au Syndicat de la construction de Montréal, c'est dans ce contexte bouillonnant que Michel Chartrand est élu président du Conseil central des syndicats nationaux de Montréal en 1969. Nationaliste convaincu, il participe parallèlement à la fondation du Front du Québec  français (FQF), dans le contexte de l'opposition à la Loi 63. Sur le plan économique, en phase avec la radicalité de son époque, il reste profondément critique du système capitaliste. Lors du congrès annuel du 1er mai 1969, son discours trace les grandes orientations de sa présidence : 

« Quand on aura réussi à régler le problème du Bell Téléphone et le problème de l'assurance automobile et une partie du problème du logement et qu'on aura réussi à régler le problème du Conseil municipal de Montréal et des conseils municipaux autour de Montréal, on aura presque changé la face de la province de Québec. On sera alors en mesure d'embrigader la nouvelle génération, de lui fournir une idéologie et des moyens d'action pour bâtir la nouvelle société qu'on veut et que nos pères n'ont pas été en mesure de bâtir parce qu'ils étaient trop mal pris. On sera capables de résister à la répression actuelle qui est pire que celle qu'on avait connue. Voilà notre choix, du moins ça m'apparaît comme ça : Ou bien on veut transformer la société et alors il ne faut pas l'attaquer tranquillement et de temps a autre et à peu près, mais régulièrement et constamment, sans aucun répit [...] ou bien on fait ce qu'on peut, à l'intérieur du syndicat pendant les négociations, et on ne s'occupe pas du problème des locataires, des taudis, on ne s'occupe pas du transport
à Montréal, on va laisser les chauffeurs de taxi se faire exploiter par la municipalité alors que c'est un service public [...] ou bien alors on est satisfaits et on arrête de se plaindre contre le capitalisme et la dictature économique, on arrête de se plaindre contre le pouvoir économique, qui est au-dessus du pouvoir politique et qui le domine complètement, et on arrête de parler de démocratie parce qu'on n'a absolument rien à dire dans l'économie, c'est-à-dire dans le développement du pays, dans l'utilisation des ressources et de la richesse du pays. C'est une minorité qui dirige... »

Lors des évènements d'Octobre 1970, après l'application de la Loi sur les mesures de guerre, qui suspend les libertés civiles, Michel Chartrand devient l'un des plus célèbres prisonniers politiques de cette importante crise politique. Aux côtés de Pierre Vallières, Charles Gagnon, Jacques Larue-Langlois et Robert Lemieux, il sera détenu incommunicado durant 21 jours en attendant son procès. Lors du « procès des Cinq », hautement médiatisé, on retiendra contre lui l'accusation de « conspiration séditieuse et complicité avec le FLQ ». Son épouse, la militante Simonne Monet-Chartrand, se mobilise pour lui au Conseil central de la CSN :

« Moi je reste debout ! Mon mari se tient debout, moi aussi !
Je ne me sens pas veuve. Je suis en deuil de la démocratie. La démocratie est en prison ; c'est pour ça que je porterai le brassard noir tant et aussi longtemps qu'il le faudra [...] J'ai du respect pour Michel Chartrand ; j'ai de la pitié et du mépris pour Trudeau, Drapeau et Marchand [...] Il ne faut pas avoir peur d'avoir peur parce que là on est déjà mort. »

Au terme d'un procès que plusieurs observateurs (notamment l'Association internationale des juristes démocrates) qualifieront de politique, Michel Chartrand est acquitté de la principale accusation mais condamné pour outrage au tribunal. Libéré sous caution en février 1971, il aura passé quatre mois derrière les barreaux. Il retrouve la CSN, furieux du « manque de courage » du milieu syndical, qui ne s'est pas assez mobilisé selon lui. Ne mâchant pas ses mots, Chartrand parle d'un « mouvement d'arrivistes et d'opportunistes » qui est « facile à bâillonner ». Il fustige également une « justice dégradée » et un système qu'il considère être une « dictature économique ».
Cet épisode est toutefois loin de décourager l'engagement militant de Michel Chartrand, toujours président du Conseil central de Montréal. Condamné pour outrage au tribunal lors du « procès des Cinq », il choisit de passer un mois à la prison de Bordeaux plutôt que de payer une amende de 1000 $. Il déclare alors : « ma liberté, je ne l'achèterai pas ». Il sera de nouveau arrêté lors du Front commun de 1972.

### Défense des accidentés du travail et derniers combats
Vers la fin de sa carrière syndicale, Michel Chartrand s'implique, à titre individuel, au sein de diverses causes politiques et humanitaires. Il participe notamment à la fondation de l'Association Québec-Palestine. En février 1983, il fonde, avec une quarantaine de personnes, la Fondation pour l'aide aux travailleuses et aux travailleurs accidentés (FATA). Par la suite, il sillonne le Québec pour parler de justice sociale et de la condition des accidentés du travail. Il y consacrera la majeure partie du reste de sa vie.
Chartrand effectue un bref retour en politique lorsqu'il se présente comme candidat du Rassemblement pour l'alternative progressiste (RAP), ancêtre de l'Union des forces progressistes (UFP), à l'élection provinciale de 1998. Il pose sa candidature  dans la même circonscription que le premier ministre de l'époque, Lucien Bouchard. Au slogan « Déficit zéro ! » , Michel Chartrand répond : « Pauvreté zéro ! ». Il termine en troisième position. En 1999, il publie, avec Michel Bernard, un Manifeste pour un revenu de citoyenneté et fait, à 83 ans, une tournée du Québec pour expliquer la nécessité d'une telle mesure.

### Mort
Michel Chartrand meurt le 12 avril 2010, à Montréal. Il avait 93 ans.

## Famille
Michel Chartrand a partagé sa vie avec la militante Simonne Monet-Chartrand (1919-1993). Il est père de sept enfants (5 filles, 2 garçons), dont le cinéaste Alain Chartrand. Ce fils lui consacre un film documentaire, Un Homme de parole, en 1991 et retrace par la suite le cheminement de ses parents dans une série télévisée en deux volets : Chartrand et Simonne, diffusé en 1999, suivi de Simonne et Chartrand, diffusé en 2003.

## Prix et distinctions
- Le 30 octobre 2011, il reçoit un doctorat honorifique à titre posthume de l'Université du Québec en Outaouais pour sa contribution exceptionnelle au syndicalisme et aux relations de travail au Québec. D'après le recteur Jean Vaillancourt, « cet homme de cœur généreux, qui nous a quittés l’an dernier, a consacré 50 ans de sa vie à la politique et à la défense des droits des travailleurs ».
- En 2013, un pont de béton construit en 1963 sur l'autoroute 10 à la hauteur de la sortie 29, qui enjambe la rivière Richelieu et qui jusque là, ne portait pas de nom, a été nommé à la mémoire de Michel Chartrand[60].
- Le parc Michel-Chartrand à Longueuil.
- En 2023, la ville de Montréal a baptisé une portion de promenade piétonnière et cyclable du nom du Chartrand dans l’arrondissement de LaSalle[61].

## Participations à des élections
|       | Nom                          | Parti                | Nombre de voix | %      | Maj. |
| ----- | ---------------------------- | -------------------- | -------------- | ------ | ---- |
|       | Robert Théberge              | Libéral              | 20 031         | 49,4 % | 767  |
|       | John Redmond Roche (sortant) | Union nationale      | 19 264         | 47,5 % | -    |
|       | Michel Chartrand             | Social démocratique  | 877            | 2,2 %  | -    |
|       | Maurice Joyal                | Libéral indépendant  | 205            | 0,5 %  | -    |
|       | Lucien Senneville            | Ouvrier progressiste | 150            | 0,4 %  | -    |
| Total | Total                        | Total                | 40 527         | 100 %  |      |

|       | Nom              | Parti               | Nombre de voix | %      | Maj.  |
| ----- | ---------------- | ------------------- | -------------- | ------ | ----- |
|       | Paul Levasseur   | Union nationale     | 8 469          | 56,2 % | 5 145 |
|       | Raymond Lapointe | Indépendant         | 3 324          | 22 %   | -     |
|       | Michel Chartrand | Social démocratique | 3 286          | 21,8 % | -     |
| Total | Total            | Total               | 15 079         | 100 %  |       |

|                                                                                               | Nom                       | Parti               | Nombre de voix | %      | Maj.   |
| --------------------------------------------------------------------------------------------- | ------------------------- | ------------------- | -------------- | ------ | ------ |
|                                                                                               | Lucien Bouchard (sortant) | Parti québécois     | 20 475         | 60,5 % | 13 923 |
|                                                                                               | Guylaine Caron            | Libéral             | 6 552          | 19,4 % | -      |
|                                                                                               | Michel Chartrand          | Indépendant         | 5 023          | 14,8 % | -      |
|                                                                                               | Hélène Vigneault          | Action démocratique | 1 686          | 5 %    | -      |
|                                                                                               | Christian Lord            | Loi naturelle       | 120            | 0,4 %  | -      |
| Total                                                                                         | Total                     | Total               | 33 856         | 100 %  |        |
| Le taux de participation lors de l'élection était de 76,9 % et 302 bulletins ont été rejetés. |                           |                     |                |        |        |